# أولاد الحاج (رأس الماء)
أولاد الحاج هي إحدى مشيخات المملكة المغربية، تتبع جغرافيا لإقليم الناظور وإداريًا لرأس الماء. يقدر عدد سكانها بـ 20835 نسمة حسب الإحصاء الرسمي للسكان والسكنى لسنة 2004.